# Teillé (Sarthe)
Pour les articles homonymes, voir Teillé.
Teillé est une commune française, située dans le département de la Sarthe en région Pays de la Loire, peuplée de 521 habitants.
La commune fait partie de la province historique du Maine, et se situe dans le Haut-Maine.

## Géographie

### Communes limitrophes
|                   | Maresché  | Lucé-sous-Ballon |
| Saint-Marceau     | Teillé    | Ballon           |
| Saint-Jean-d'Assé | Montbizot |                  |

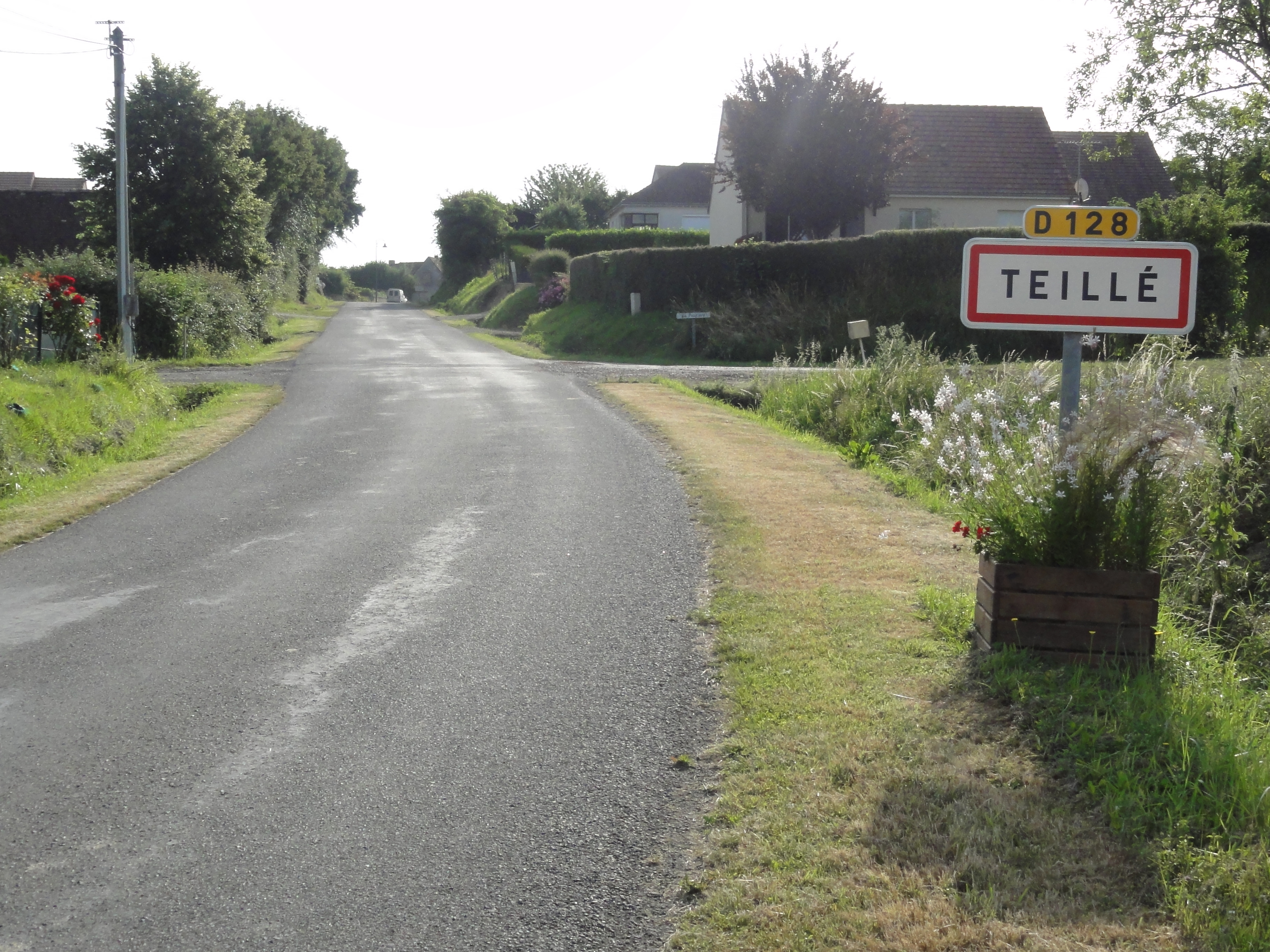
Entrée de Teillé.
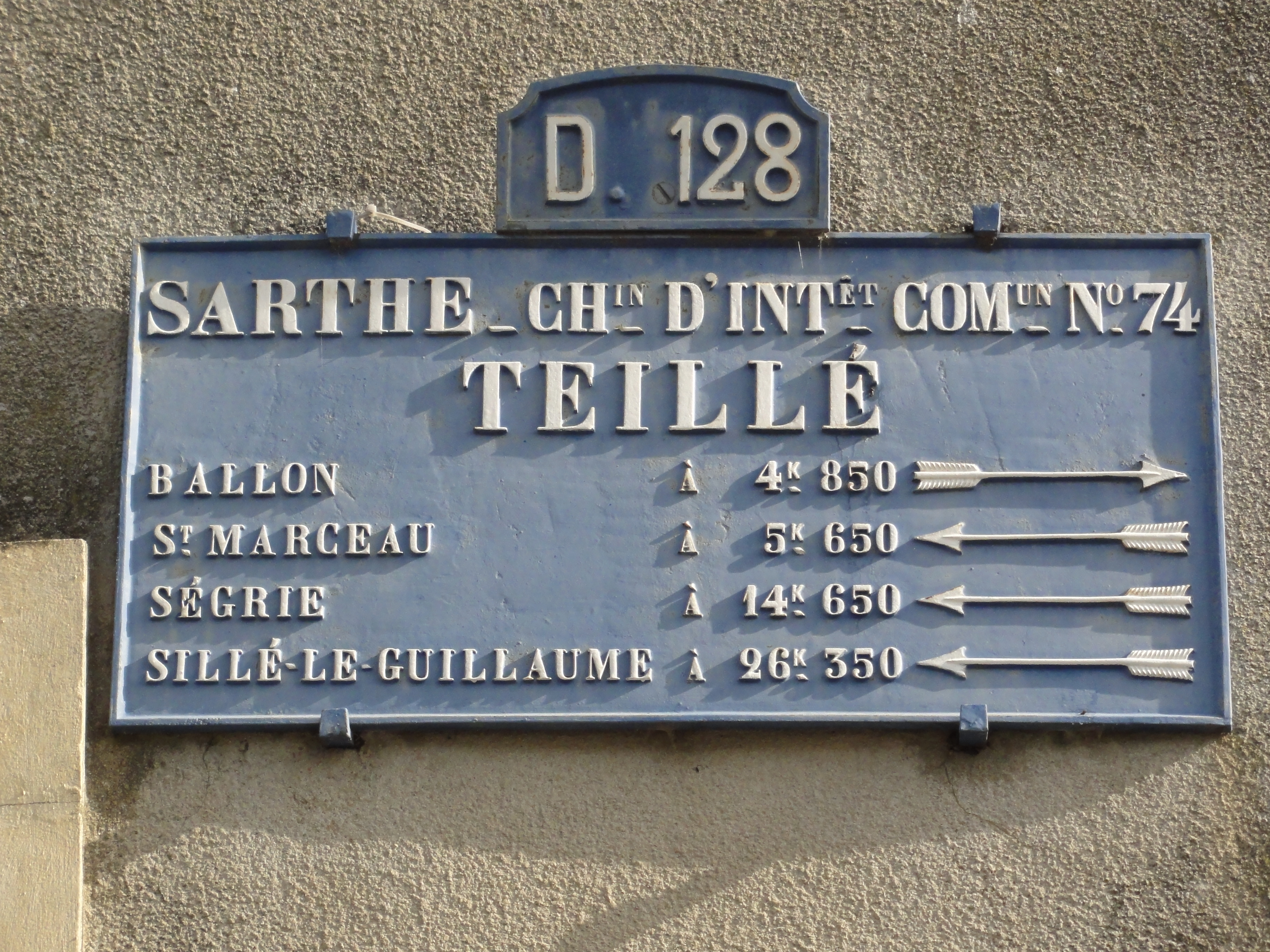
Plaque de cocher, D 128 , ancien  chemin d'intérêt communal 74
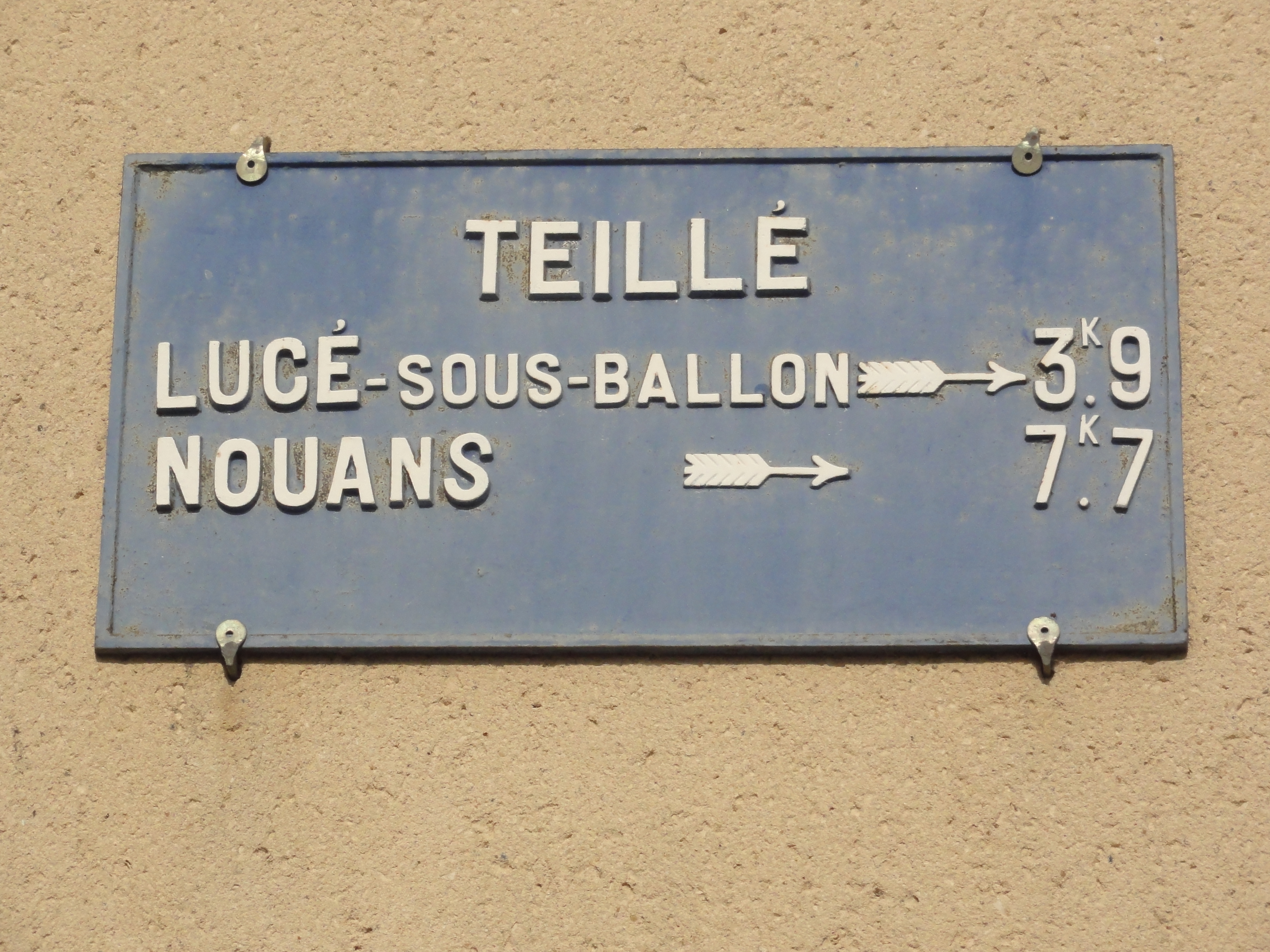
Plaque de cocher

### Hameaux
- Le Boulay est un hameau important qui s'est développé au bord de la Sarthe).
- Crucé, moulin au bord de la Sarthe.

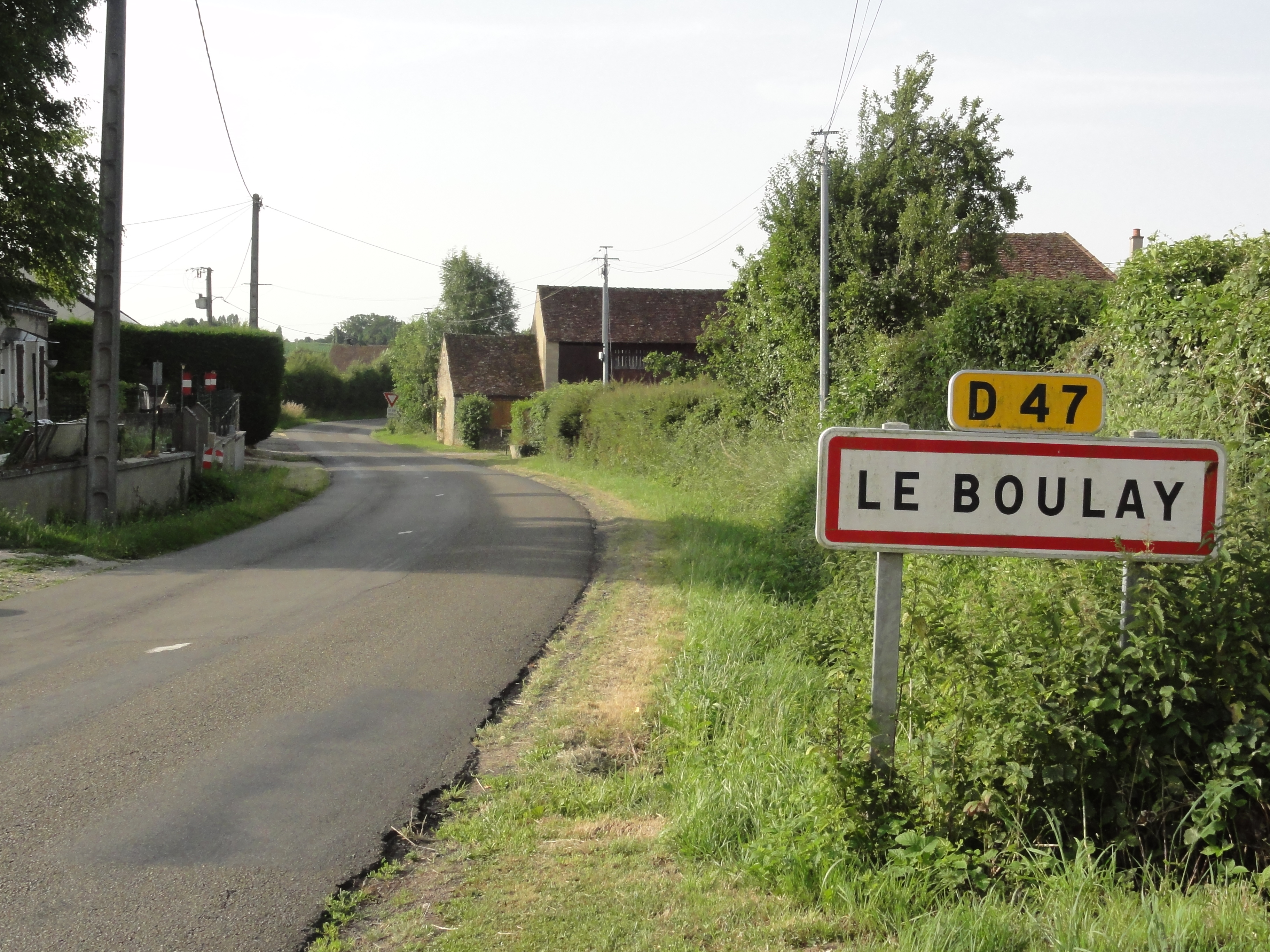
Entrée du Boulay.
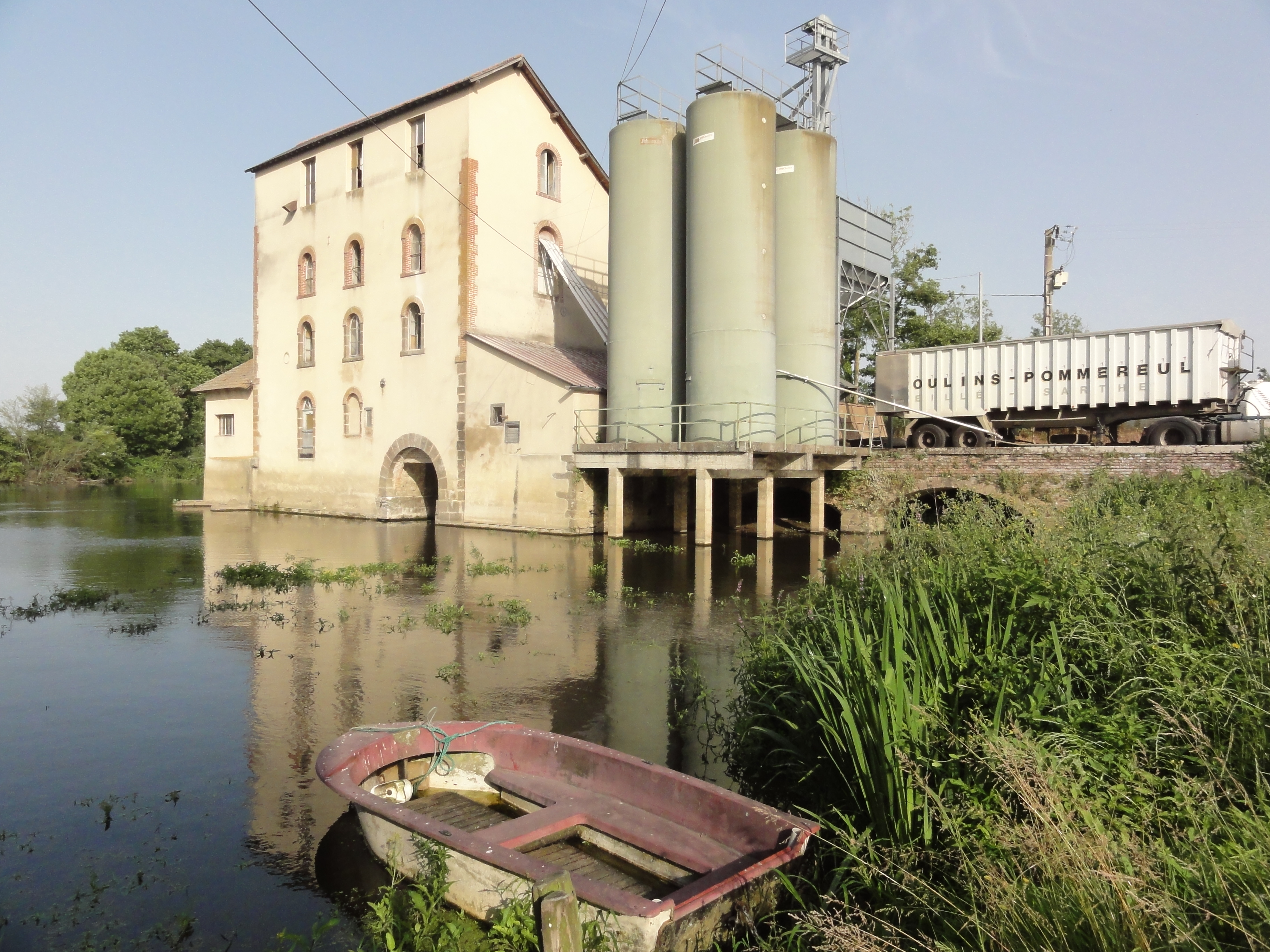
Le moulin du Boulay.
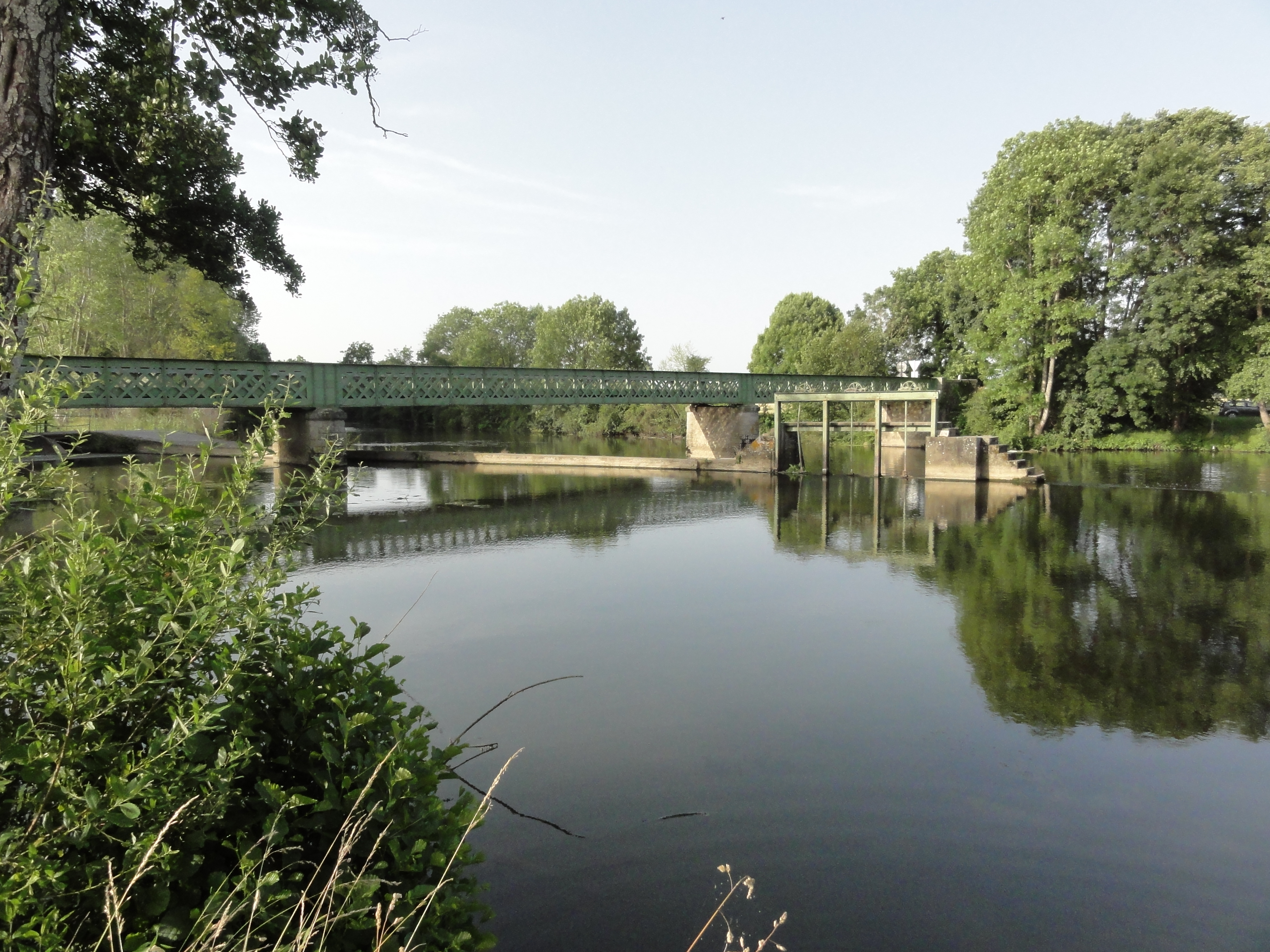
Le Boulay, pont de la Sarthe.
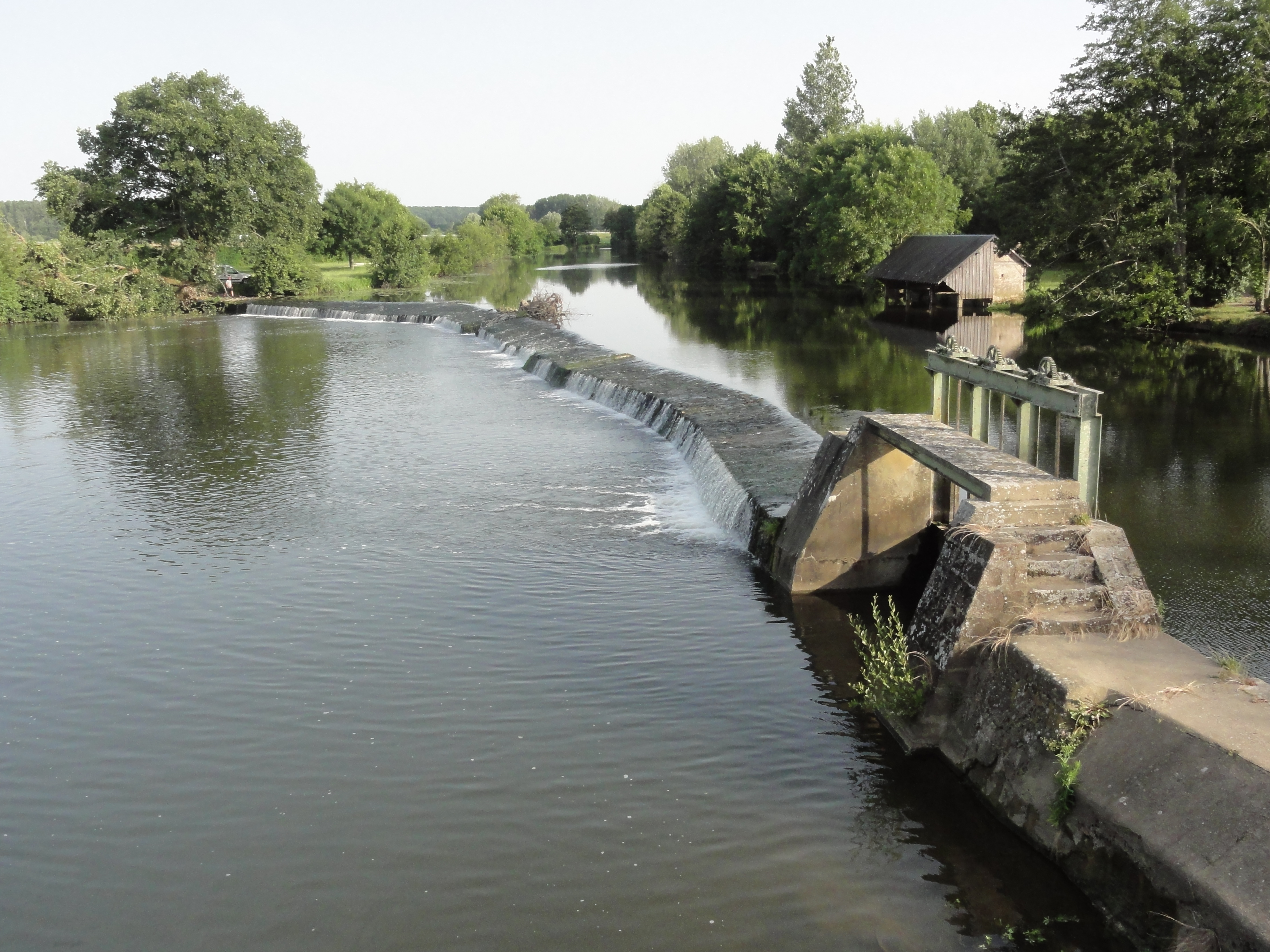
Le Boulay, lavoir et barrage dans la Sarthe.
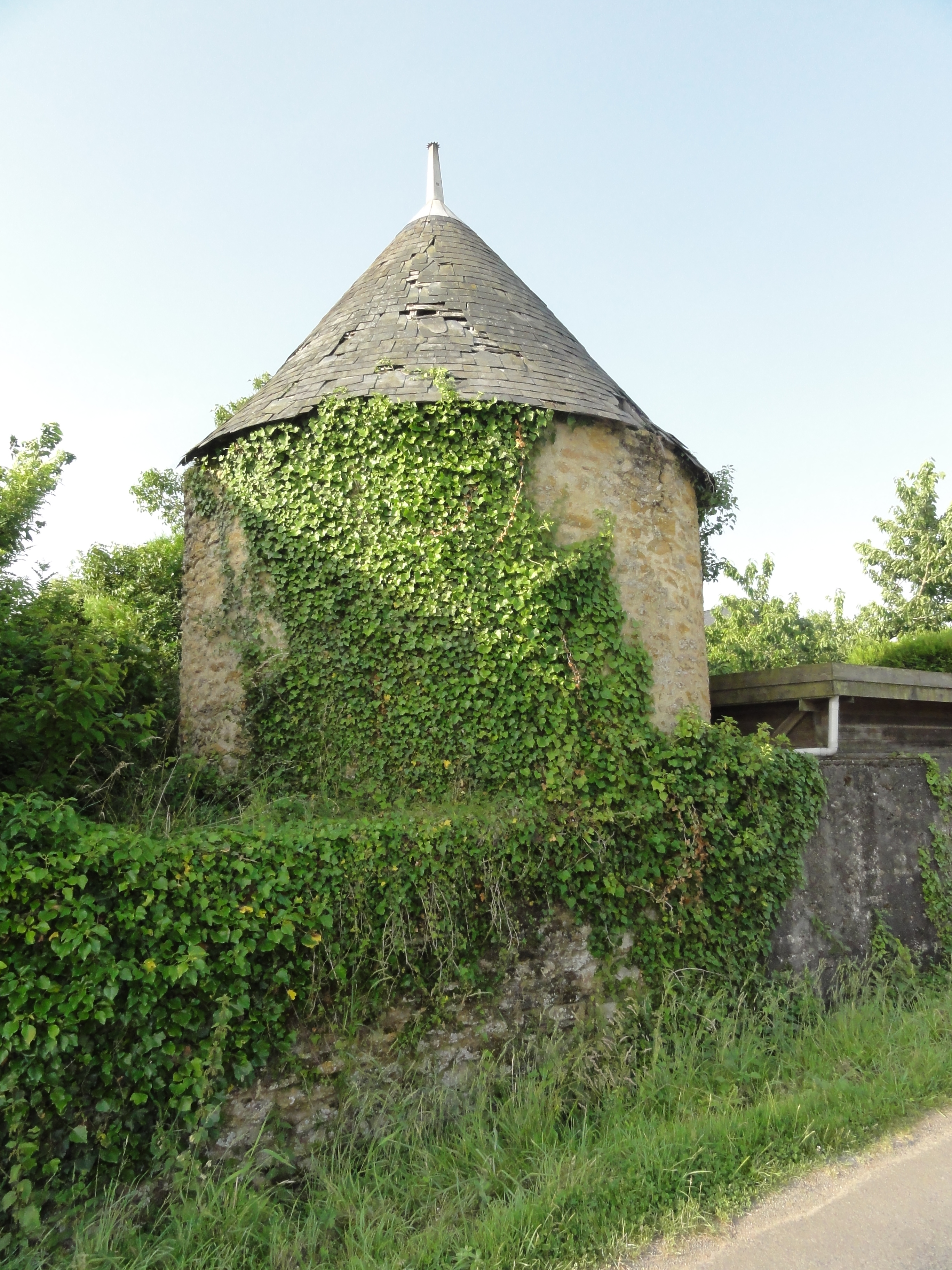
Le Boulay, four à chanvre.

### Voies de communication et transports

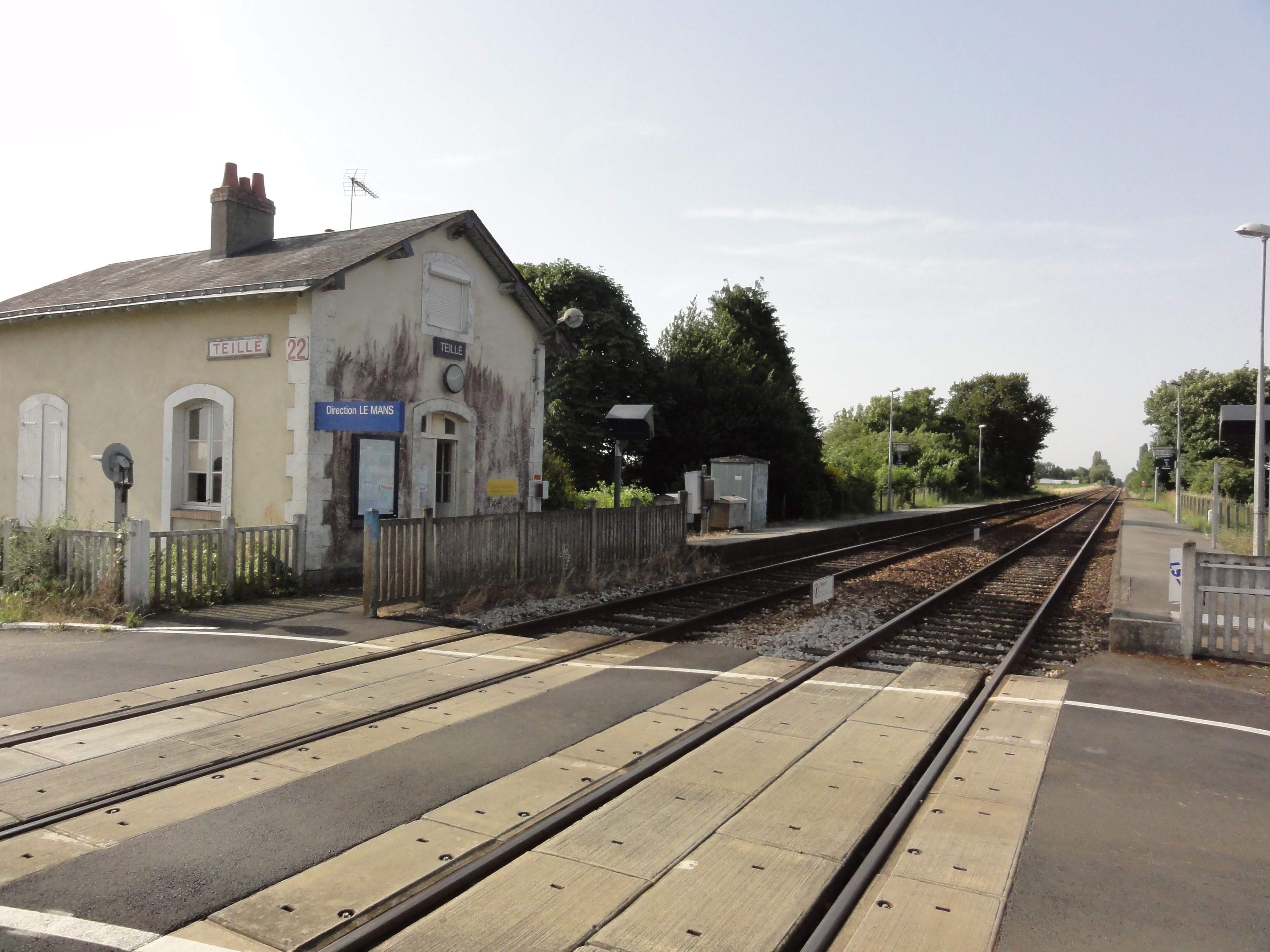
La gare SNCF de Teillé.

### Climat
Pour des articles plus généraux, voir Climat des Pays de la Loire et Climat de la Sarthe.
En 2010, le climat de la commune est de type climat océanique dégradé des plaines du Centre et du Nord, selon une étude du CNRS s'appuyant sur une série de données couvrant la période 1971-2000. En 2020, Météo-France publie une typologie des climats de la France métropolitaine dans laquelle la commune est dans une zone de transition entre le climat océanique et le climat océanique altéré et est dans la région climatique  Moyenne vallée de la Loire, caractérisée par une bonne insolation (1 850 h/an) et un été peu pluvieux. 
Pour la période 1971-2000, la température annuelle moyenne est de 10,8 °C, avec une amplitude thermique annuelle de 13,9 °C. Le cumul annuel moyen de précipitations est de 692 mm, avec 11,6 jours de précipitations en janvier et 7,1 jours en juillet. Pour la période 1991-2020, la température moyenne annuelle observée sur la station météorologique de Météo-France la plus proche, « Marolles Les Braults », sur la commune de Marolles-les-Braults à 11 km à vol d'oiseau, est de 11,8 °C et le cumul annuel moyen de précipitations est de 702,5 mm,. Pour l'avenir, les paramètres climatiques de la commune estimés pour 2050 selon différents scénarios d'émission de gaz à effet de serre sont consultables sur un site dédié publié par Météo-France en novembre 2022.

## Urbanisme

### Typologie
Au 1er janvier 2024, Teillé est catégorisée commune rurale à habitat dispersé, selon la nouvelle grille communale de densité à sept niveaux définie par l'Insee en 2022.
Elle est située hors unité urbaine. Par ailleurs la commune fait partie de l'aire d'attraction du Mans, dont elle est une commune de la couronne,. Cette aire, qui regroupe 144 communes, est catégorisée dans les aires de 200 000 à moins de 700 000 habitants,.

### Occupation des sols
L'occupation des sols de la commune, telle qu'elle ressort de la base de données européenne d’occupation biophysique des sols Corine Land Cover (CLC), est marquée par l'importance des territoires agricoles (95,3 % en 2018), une proportion identique à celle de 1990 (95,3 %). La répartition détaillée en 2018 est la suivante : 
terres arables (69,1 %), prairies (26,1 %), zones urbanisées (2,5 %), espaces verts artificialisés, non agricoles (2 %), forêts (0,2 %). L'évolution de l’occupation des sols de la commune et de ses infrastructures peut être observée sur les différentes représentations cartographiques du territoire : la carte de Cassini (XVIIIe siècle), la carte d'état-major (1820-1866) et les cartes ou photos aériennes de l'IGN pour la période actuelle (1950 à aujourd'hui).

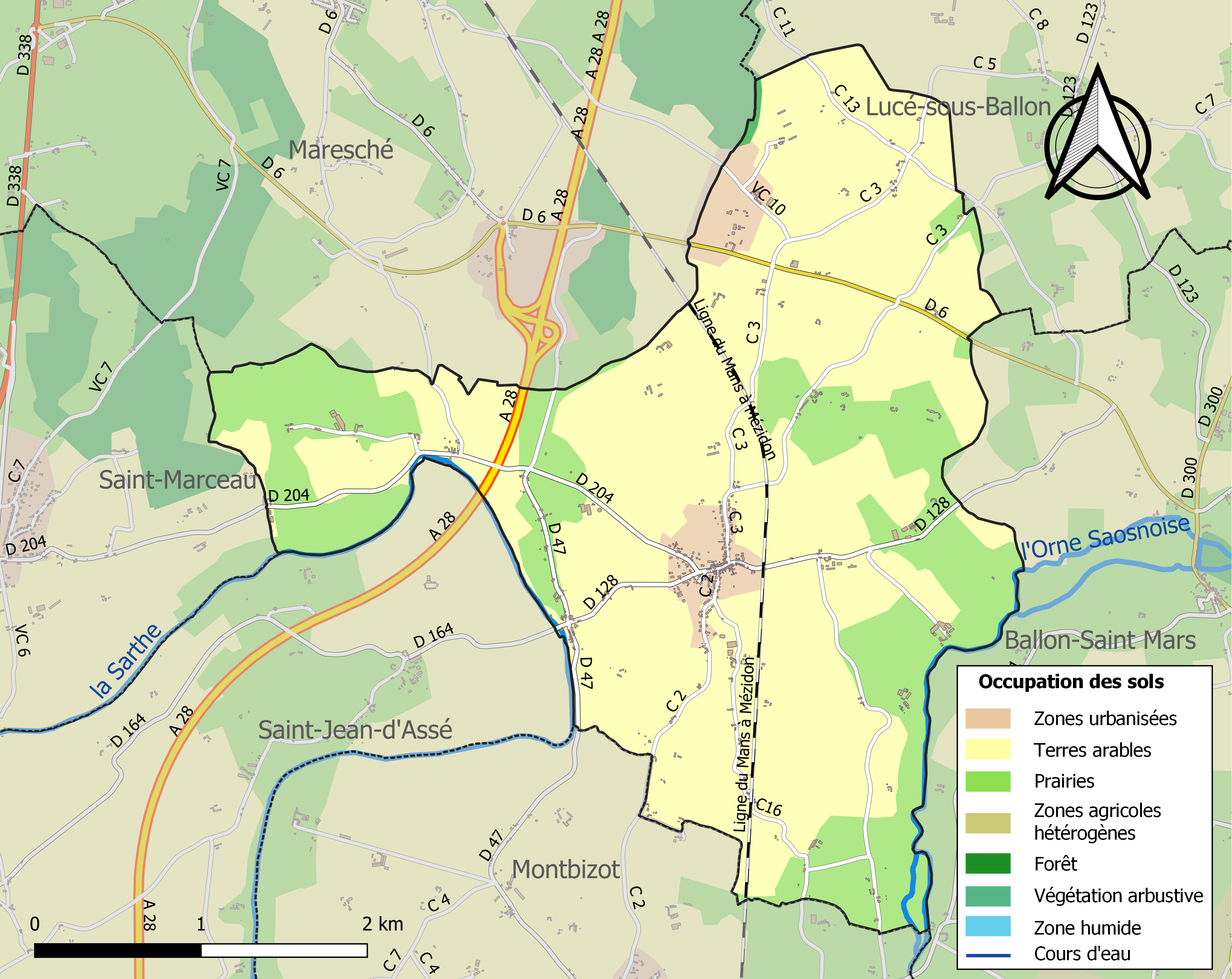
Carte des infrastructures et de l'occupation des sols de la commune en 2018 (CLC).

## Enseignement

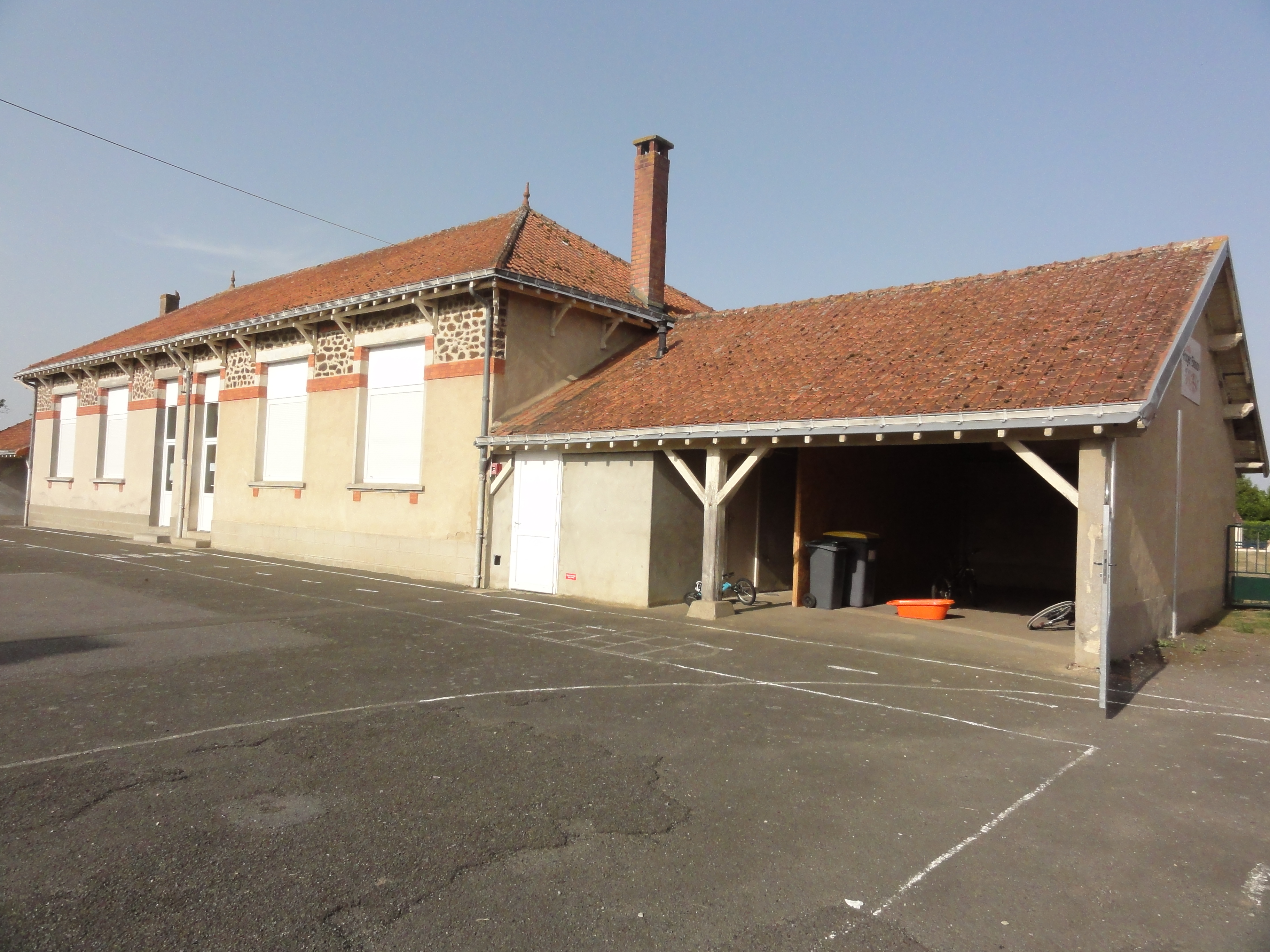
L'école Roger Buisson

## Toponymie
Le gentilé est Teilléen.

## Politique et administration
| Période                                  | Période        | Identité                           | Étiquette | Qualité           |
| ---------------------------------------- | -------------- | ---------------------------------- | --------- | ----------------- |
| 1898                                     |                | - Durand                           |           |                   |
| 1959                                     | 1989           | Alain Pousset                      |           |                   |
| 1989                                     | juin 1995      | Jean-Louis Égon                    |           |                   |
| juin 1995                                | mars 2008      | Marie-Françoise Villedieu de Torcy |           |                   |
| mars 2008                                | septembre 2017 | Gilles Yzeux                       | SE        | Artisan menuisier |
| décembre 2017                            | En cours       | Michel Musset                      | SE        |                   |
| Les données manquantes sont à compléter. |                |                                    |           |                   |

## Démographie
L'évolution du nombre d'habitants est connue à travers les recensements de la population effectués dans la commune depuis 1793. Pour les communes de moins de 10 000 habitants, une enquête de recensement portant sur toute la population est réalisée tous les cinq ans, les populations de référence des années intermédiaires étant quant à elles estimées par interpolation ou extrapolation. Pour la commune, le premier recensement exhaustif entrant dans le cadre du nouveau dispositif a été réalisé en 2007.
En 2022, la commune comptait 521 habitants, en évolution de +6,54 % par rapport à 2016 (Sarthe : −0,25 %, France hors Mayotte : +2,11 %).
| 1793 | 1800 | 1806 | 1821 | 1831 | 1836 | 1841 | 1846 | 1851 |
| ---- | ---- | ---- | ---- | ---- | ---- | ---- | ---- | ---- |
| 871  | 932  | 979  | 927  | 962  | 925  | 923  | 913  | 891  |

| 1856 | 1861 | 1866 | 1872 | 1876 | 1881 | 1886 | 1891 | 1896 |
| ---- | ---- | ---- | ---- | ---- | ---- | ---- | ---- | ---- |
| 904  | 864  | 820  | 833  | 857  | 768  | 758  | 740  | 760  |

| 1901 | 1906 | 1911 | 1921 | 1926 | 1931 | 1936 | 1946 | 1954 |
| ---- | ---- | ---- | ---- | ---- | ---- | ---- | ---- | ---- |
| 714  | 702  | 719  | 628  | 631  | 606  | 592  | 613  | 575  |

| 1962 | 1968 | 1975 | 1982 | 1990 | 1999 | 2006 | 2007 | 2012 |
| ---- | ---- | ---- | ---- | ---- | ---- | ---- | ---- | ---- |
| 576  | 523  | 449  | 430  | 421  | 476  | 516  | 522  | 510  |

| 2017 | 2022 | - | - | - | - | - | - | - |
| ---- | ---- | - | - | - | - | - | - | - |
| 480  | 521  | - | - | - | - | - | - | - |

## Lieux et monuments
- L'église Saint-Martin.
- Le monument aux morts.
- Le château de Boisclaireau.
- Des four à chanvre à Teillé et au Boulay.

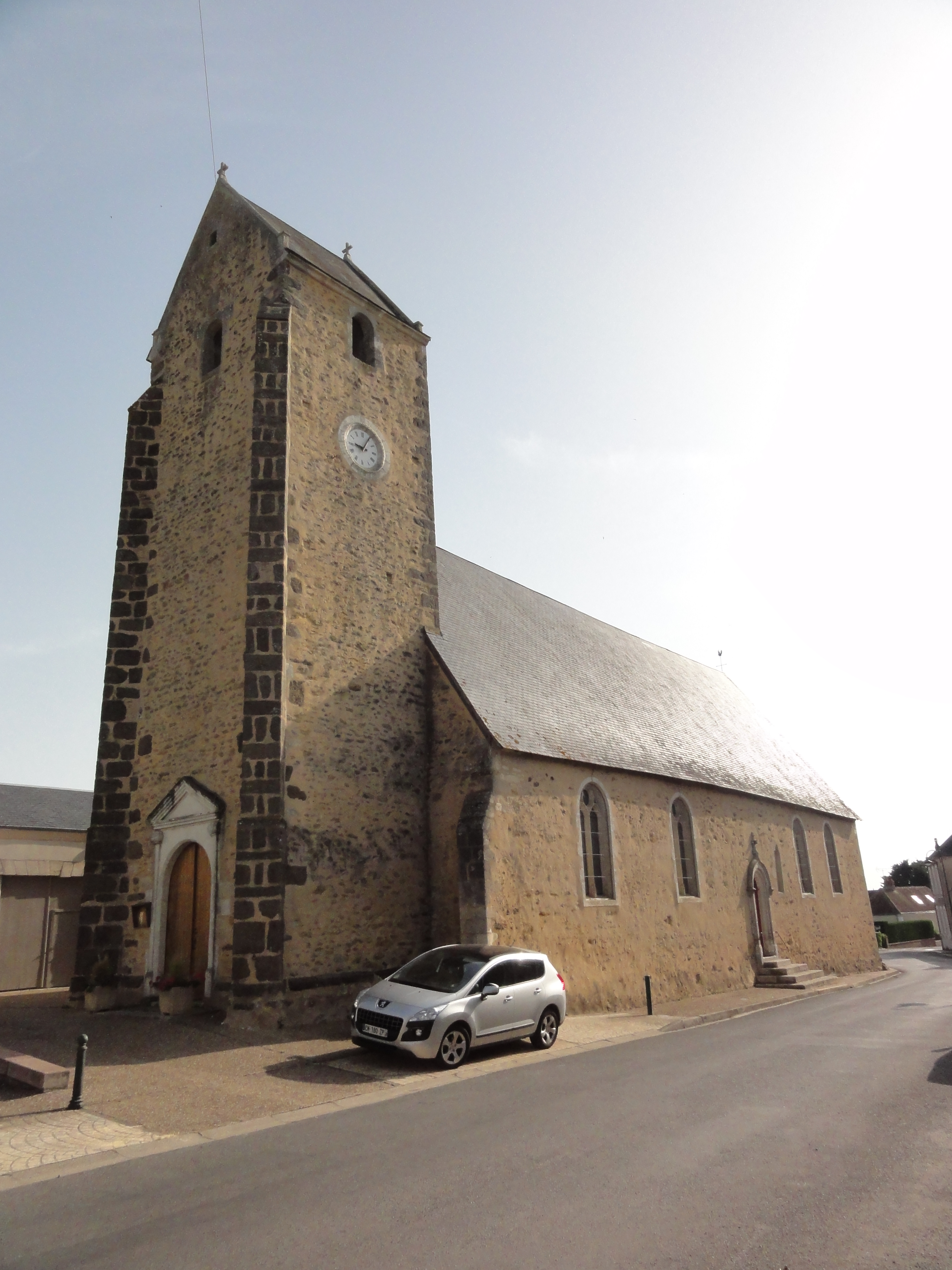
L'église Saint-Martin.
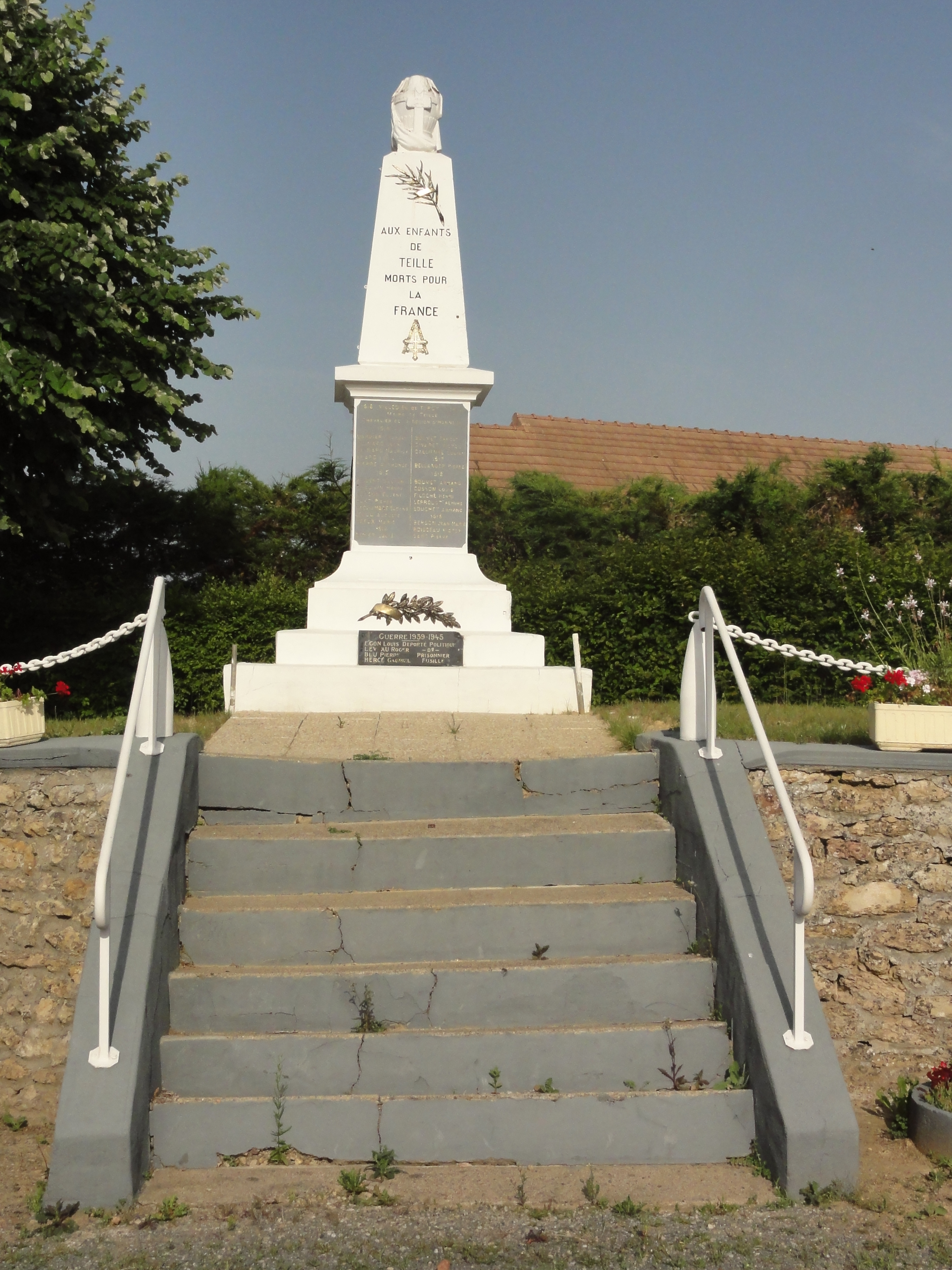
le monument aux morts.
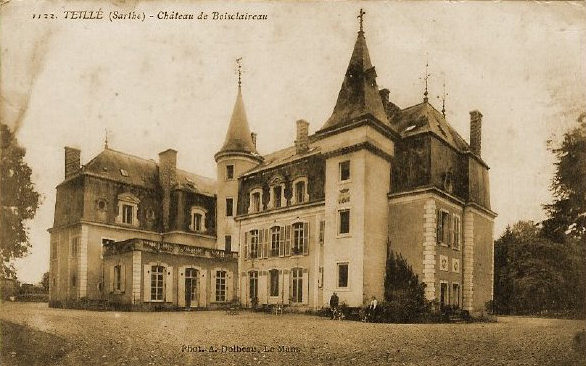
Le Château de Boisclaireau.
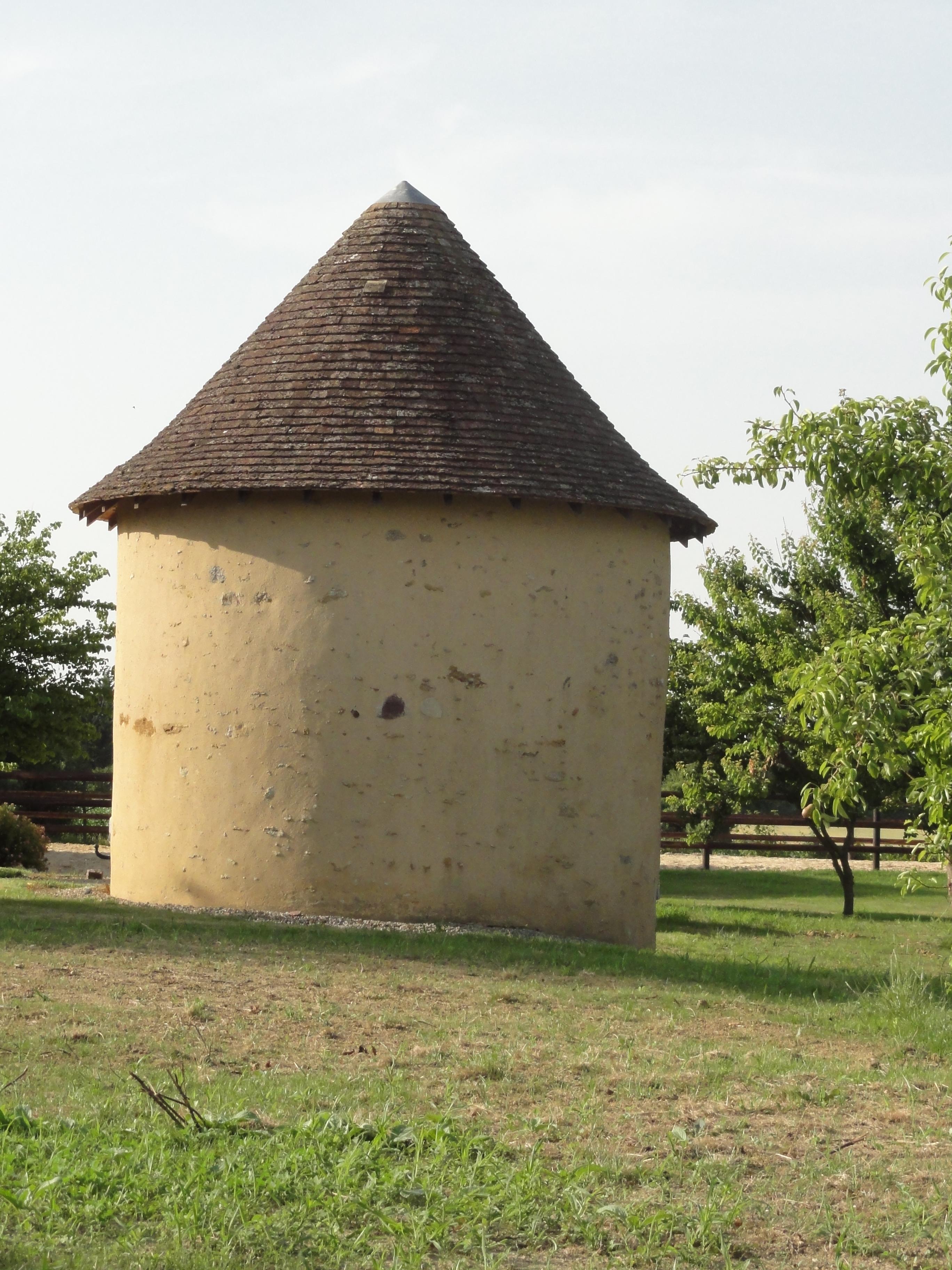
Un four à chanvre à Teillé.

## Activité et manifestations
Les 7 et 8 juillet 2007, pour la deuxième fois de son histoire, la commune de Teillé a accueilli et animé le comice du canton de Ballon avec la participation du bagad de Lorient.

## Personnalités liées
- Le cheval Mont Blanc II est né dans une ferme de Theillé en 1963[21].